# Virgilio Giotti

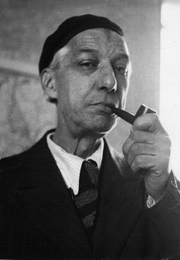
Portret van Virgilio Giotti

Virgilio Giotti (Triëst, 15 januari 1885 – aldaar, 25 september 1957) was een Italiaanse dichter en schrijver.

## Biografie
Hij werd geboren in Triëst, dat toen nog deel uitmaakte van het Oostenrijkse rijk, op 15 januari 1885. Hij was de zoon van Riccardo Schönbeck, een inwoner van Kolín, Bohemen, en Emilia Ghiotto, een Venetiaanse. Hij ontleende zijn pseudoniem aan haar achternaam.
In 1907 verhuisde hij naar Florence, gevolgd door zijn familie, om te ontsnappen aan de Habsburgse dienstplicht en was hij een aantal jaren een handelsreiziger, voornamelijk in Zwitserland. In 1912 ontmoette hij de Moskovische edelvrouw Nina Schekotoff, die spoedig zijn partner werd en met wie hij drie kinderen kreeg: de kleine Tanda (Natalia), en Paolo en Franco.
In 1914 publiceerde hij in Florence Piccolo canzoniere in dialetto triestino, dat zou worden gevolgd door Caprizzi, canzonete e stòrie gepubliceerd in de 1928 editie van Solaria, Colori, gepubliceerd in 1941, Sera in 1946, Versi in 1953.
In mei 1919 keerde hij terug naar Triëst, waar hij een kleine kiosk opende die kranten en boeken verkocht. Hij publiceerde proza en vooral poëzie voor vele tijdschriften, waaronder Solaria, Riviera Ligure, Circoli, L'Italia letteraria, Lirica en Letteratura. Later had hij een baan bij de Lega nazionale, als inspecteur van kleuterscholen in Istrië en de Karst. Giotti was een bekwaam schilder en maakte in deze periode veel tekeningen. Hij produceerde ook zijn Caprizzi, canzonete e stòrie en werd door zijn vriend Roberto Bazlen gerapporteerd aan Eugenio Montale, die zijn boek recenseerde, zijn kwaliteiten van "elegische landschapsarchitect" en waarnemer benadrukte en hem vergeleek met Salvatore Di Giacomo. Na het verbod op de Lega nazionale, werkte Giotti in de Comune di Trieste en later in het Maggiore-ziekenhuis in Triëst, waar hij tot het einde van zijn leven werkte.
In 1957 won hij de Feltrinelliprijs. Giotti wordt beschouwd als een van de grote Italiaanse dichters van de 20e eeuw, evenals de grootste dichter in het dialect van Triëst.